# Liste der denkmalgeschützten Objekte in Langen bei Bregenz
Die Liste der denkmalgeschützten Objekte in Langen bei Bregenz enthält die denkmalgeschützten, unbeweglichen Objekte der Gemeinde Langen bei Bregenz.

## Denkmäler
| Foto |                 | Denkmal                                                          | Standort                           | Beschreibung | Metadaten |
| ---- | --------------- | ---------------------------------------------------------------- | ---------------------------------- | --- | --- |
| ja   | Datei hochladen | Gasthaus Hirschen HERIS-ID: 111967 Objekt-ID: 130005seit 2013    | Dorf 1 Standort KG: Langen         | | BDA-Hist.: Q37827973 Status: Bescheid Stand der BDA-Liste: 2025-06-30 Name: Gasthaus Hirschen GstNr.: .8 Gasthaus Hirschen (Langen bei Bregenz)                  |
| ja   | Datei hochladen | Kapelle hl. Maria Heimsuchung HERIS-ID: 23441 Objekt-ID: 19795   | Hirschbergsau Standort KG: Langen  | 1893 im Ortsteil Hirschbergsau errichteter Rechteckbau unter einem Satteldach mit Glockenturm mit Spitzhelm über dem Chor; Fresken und Glasgemälde, neuromanischer Altar; Glocke aus dem Jahre 1619 von Johann Baptist Ernst. | BDA-Hist.: Q1899581 Status: § 2a Stand der BDA-Liste: 2025-06-30 Name: Kapelle hl. Maria Heimsuchung GstNr.: .77                                                 |
| ja   | Datei hochladen | Kath. Pfarrkirche hl. Sebastian HERIS-ID: 23439 Objekt-ID: 19793 | Standort KG: Langen                | 1838 errichtete Pfarrkirche mit Langhaus und eingezogenem Chor unter gemeinsamen Satteldach mit Vorhalle und Nordturm und südlich an den Chor angebauter Sakristei; Fresken und Gemälde von Jakob Bertle; Kommunionsbank nach einem Entwurf von Kaspar Albrecht; Orgel von Anton Behmann; Gedenktafel zum Trappistenabt Franz Pfanner.        | BDA-Hist.: Q2263330 Status: § 2a Stand der BDA-Liste: 2025-06-30 Name: Kath. Pfarrkirche hl. Sebastian GstNr.: .1 Pfarrkirche Hl. Sebastian (Langen bei Bregenz) |
| ja   | Datei hochladen | Fatimakapelle am Stollen HERIS-ID: 23440 Objekt-ID: 19794        | bei Stollen 38 Standort KG: Langen | Das ältere Familienkapellchen aus dem Jahre 1933 entwickelte sich zu einem Ort der Fátimaverehrung, zu deren Zweck in den Jahren 1951 bis 1952 daneben die Neue Kapelle nach den Plänen von Willibald Braun errichtet wurde. Glasmalereien an der Altarwand und in den Seitenfenstern von Fritz Krcal, Ausführung Tiroler Glasmalereianstalt. | BDA-Hist.: Q1112815 Status: § 2a Stand der BDA-Liste: 2025-06-30 Name: Fatimakapelle am Stollen GstNr.: .235 Fatimakapelle (Langen bei Bregenz)                  |